# Catarsis
Catarsis (del griego κάθαρσις, kátharsis, purificación, limpieza o purga) es la purificación y purga de emociones a través del arte dramático o puede ser cualquier estado emocional extremo que resulte en renovación y restauración. La Real Academia de la Lengua la define como «[p]urificación, liberación o transformación interior suscitadas por una experiencia vital profunda», así como el «[e]fecto purificador y liberador que causa la tragedia en los espectadores suscitando la compasión, el horror y otras emociones».
En su sentido médico literal, se refiere a la evacuación de la catamenia, el fluido menstrual u otro material reproductivo, del cuerpo del paciente.
Como metáfora, es una palabra descrita en la Poética de Aristóteles para referirse a los efectos de la tragedia en la mente de los espectadores, produciendo purificación emocional, corporal, mental y espiritual. Mediante la experiencia de la piedad y el temor (eleos y phobos), los espectadores de la tragedia experimentarían la purificación del alma de esas pasiones.
En psicología, el término es asociado con el psicoanálisis freudiano y se relaciona específicamente con la expresión de trauma reprimido, trayéndolo a la consciencia y por tanto liberándolo de manera permanente. Sin embargo, existe un debate considerable respecto a su utilidad terapéutica.
La catarsis social puede considerarse como la expresión colectiva de emoción extrema cuando se reúnen grupos de personas, como en el caso de las grandes multitudes en eventos deportivos.

## En la tragedia antigua
Según Aristóteles, la catarsis es la facultad de la tragedia de redimir (o "soportar la purificación") al espectador de sus propias bajas pasiones, al verlas proyectadas en los personajes de la obra, y al permitirle ver el castigo merecido e inevitable de estas; pero sin experimentar dicho castigo él mismo. Al involucrarse en la trama, la audiencia puede experimentar dichas pasiones junto con los personajes, pero sin temor a sufrir sus verdaderos efectos. De modo que, después de presenciar la obra teatral, se entenderá mejor a sí mismo, y no repetirá la cadena de decisiones que llevaron a los personajes a su fatídico final.
En las tragedias clásicas, el motivo principal del infortunio es casi siempre la hybris, o el orgullo desmedido que hace a los mortales creerse superiores a los dioses, o que no los necesitan ni les deben honores. Dicha hybris es considerada como el más grave de los defectos, y la causa fundamental de todos los infortunios. De este modo la tragedia también alecciona y enseña al espectador respecto a los valores de la religión clásica. La catarsis es, pues, el medio por el cual los espectadores pueden evitar caer en la hybris.

## En psicoanálisis
Josef Breuer y Sigmund Freud, iniciadores del psicoanálisis, retomaron este concepto en sus primeros trabajos, y denominaron método catártico a la expresión de una emoción presente reprimida o recuerdo pasado reprimido durante el tratamiento, en estado hipnótico o mediante la psicoterapia, lo que generaría un "desbloqueo" súbito de dicha emoción o recuerdo, pero con un impacto duradero (y le permitiría luego al paciente, por ejemplo, entender mejor dicha emoción o evento o incluso hablar ampliamente sobre ello).
La catarsis no podría experimentarse al rememorar una situación. Podría experimentarse en la sorpresa del comportamiento de sí mismo inmediatamente luego de un acontecimiento.
La catarsis puede experimentarse en relación con la manifestación de la conducta y lo sucedido a un otro cuando existe una fuerte empatía con ese otro y ambos comparten un ambiente vivencial común.